# Rebild Kommune
Rebild Kommune er beliggende i Region Nordjylland. Kommunen er omsluttet af nabokommunerne Aalborg Kommune, Vesthimmerlands Kommune og Mariagerfjord Kommune.
I denne del af Himmerland findes landskendte attraktioner som Rebild Bakker og Rold Skov.
Via Nordjyske Motorvej og tognettet (intercity og nærbane fra Støvring og Skørping) er der forbindelser til regionscentret i Aalborg og til resten af Danmark.
Rebild Kommune i Region Nordjylland er pr. 1. januar 2007 dannet af følgende 3 kommuner: Støvring Kommune, Skørping Kommune og Nørager Kommune, fraset ejerlavet Hannerupgård i gl. Nørager Kommune, som efter en særlig afstemning gik til Mariagerfjord Kommune.
Regeringens opmand (Thorkild Simonsen) havde forinden sammenlægningsaftalen anbefalet en afstemning om, hvorvidt Nørager Kommune i stedet skulle gå sammen med Vesthimmerlands Kommune. Afstemningen den 19. april 2005 faldt ud til fordel for Rebild Kommune.
Rebild Kommune omfatter bl.a. byerne Støvring, Terndrup og Nørager, hvor fagforvaltningerne er placeret på de 3 rådhuse fra de gamle kommuner.
Kommunen har 30.937 indbyggere  (2024).
Areal: 622.60 km² (2013) (www.noegletal.dk).

## Byer
| Kommunens største byer |              |                   |
| Nr                     | By           | Indbyggere (2024) |
| 1                      | Støvring     | 9.334             |
| 2                      | Skørping     | 3.076             |
| 3                      | Terndrup     | 1.650             |
| 4                      | Suldrup      | 1.380             |
| 5                      | Nørager      | 1.145             |
| 6                      | Øster Hornum | 1.040             |
| 7                      | Haverslev    | 772               |
| 8                      | Bælum        | 721               |
| 9                      | Rebild       | 606               |
| 10                     | Blenstrup    | 500               |
| 11                     | Rørbæk       | 403               |
| 12                     | Sørup        | 392               |
| 13                     | Ravnkilde    | 331               |

## Venskabsbyer[3]
- – Gelenau, Tyskland
- – Rakoniewice, Polen
- – Jiaxing, Kina

## Børn og Unge
Rebild Kommune har et varieret tilbud til børn og unge indenfor både børnepasning, undervisning og fritidstilbud.

### Børnepasning
Der tilbyder pasning af børnene i dagpleje, småbørnsinstitution, børnehave og skolefritidsordning. Der er pladsgaranti. Det betyder, at forældre er sikre på at få tilbudt en plads. Der er dagpleje i alle byer, ligesom der i Rebild Kommune er 2 småbørnsinstitutioner. Ligeledes er der 18 dagtilbud eller børnehaver over hele kommunen.

### Undervisning
I Rebild Kommune er der 9 folkeskoler, 4 friskoler og én specialskole (Skibstedskolen). Herudover er der ét 10. klassescenter (beliggende i Støvring), 5 efterskoler i kommunen og et gymnasium i Støvring.

### Fritidstilbud
For unge tilbyder Rebild Kommunale Ungdomsskole både undervisning og klubfaciliteter. Ungdomsskolen har kontor i Skørping, men har placeret sine tilbud i tilknytning til kommunens overbygningsskoler.

## Kultur og Historie
I Rebild Kommune kan man se, høre, føle og opleve disse kulturelle og historiske steder .
- Rebild Bakker
- Thingbæk Kalkminer
- Rold Skov
- RebildPorten
- Rebild Kulturuger
- Kinorevuen, Skørping
- Opera i Rebild Bakker
- Spillemandsmuseet i Rebild
- Stubhuset, Støvring
- Buderup Ødekirke
- KulturStationen, Skørping
- Suldrup Jættestue[8]
- Nørlund Slot
- Kultur- og Medborgerhuset Kig Ind, Nørager
- Nøragergård
- Kulturkøbmanden, St. Brøndum
- Boldrup Museum
- Borremosefæstningen
- Regan Vest, atombunkeren - udtaget af beredskabet i 2012 - fra den kolde krig ligger i Rold Skov.

## Politik

### Borgmestre
| Navn          | Parti            | Periode                            |
| ------------- | ---------------- | ---------------------------------- |
| Anny Winther  | Venstre          | 1. januar 2007 - 31. december 2013 |
| Leon Sebbelin | Radikale Venstre | 1. januar 2014 - 31. december 2021 |
| Jesper Greth  | Venstre          | 1. januar 2022 -                   |

### Byrådssammensætning
| 6 |  | 2 |  |  | 11 | 3 |

| 21 | 4 |

| 7 | 2 |  | 2 | 2 | 2 | 9 |

| 19 | 6 |

| 4 | 3 | 2 |  | 2 | 3 | 2 | 7 |  |

| 21 | 4 |

| 5 | 3 | 3 | 4 | 2 | 8 |

| 19 | 6 |

| 4 | 2 | 6 |  | 4 | 7 |  |

| 17 | 8 |

| 4 | 2 | 6 |  | 4 | 6 |  |  |

| 16 | 9 |

### Nuværende byråd
| Navn                       | Parti                                         |
| -------------------------- | --------------------------------------------- |
| Jeppe Ugilt                | Venstre - 7 mandater                          |
| Jesper Greth (Borgmester)  | Venstre - 7 mandater                          |
| Peter Hjulmann             | Venstre - 7 mandater                          |
| Stefan Berg                | Venstre - 7 mandater                          |
| Anna Oosterhof             | Venstre - 7 mandater                          |
| Henriette Frølund Lyngberg | Venstre - 7 mandater                          |
| Maybritt Toft Pedersen     | Venstre - 7 mandater                          |
| Lene Aalestrup             | Det Konservative Folkeparti - 6 mandater      |
| Jeanette Sagan             | Det Konservative Folkeparti - 6 mandater      |
| Mikkel Højsleth            | Det Konservative Folkeparti - 6 mandater      |
| Nicolai Niemann            | Det Konservative Folkeparti - 6 mandater      |
| Mads Holm Danielsen        | Det Konservative Folkeparti - 6 mandater      |
| Birgitte Wilsted Simonsen  | Det Konservative Folkeparti - 6 mandater      |
| Peter G. Hansen            | Socialdemokratiet - 4 mandater                |
| Thøger Elmelund Kristensen | Socialdemokratiet - 4 mandater                |
| Rasmus Rask                | Socialdemokratiet - 4 mandater                |
| Morten Lem                 | Socialdemokratiet - 4 mandater                |
| Allan Busk                 | Den Sociale Fællesliste - Rebild - 4 mandater |
| Lars Hørsman               | Den Sociale Fællesliste - Rebild - 4 mandater |
| Sandie Jellesen            | Den Sociale Fællesliste - Rebild - 4 mandater |
| Niels Peter Giliamsen      | Den Sociale Fællesliste - Rebild - 4 mandater |
| Leon Sebbelin              | Radikale Venstre- 2 mandater                  |
| Pia Elberg                 | Radikale Venstre- 2 mandater                  |
| Morten Kamstrup            | Socialistisk Folkeparti - 1 mandat            |
| Flemming Larsen            | Enhedslisten - 1 mandat                       |

| Navn         | Skiftet fra | Skiftet til | Dato              |
| ------------ | ----------- | ----------- | ----------------- |
| Jesper Ugilt | Venstre     | Løsgænger   | 12. december 2022 |

| Udtrådt       | Indtrådt                  | Parti                            | Dato           |
| ------------- | ------------------------- | -------------------------------- | -------------- |
| Allan Busk    | Sidsel Brøndberg Simonsen | Den Sociale Fællesliste - Rebild | 19. april 2023 |
| Leon Sebbelin | Michael Portefée P. Lex   | Radikale Venstre                 | 11. juli 2023  |

### Byråd 2018-2022
| Navn                       | Parti                                         |
| -------------------------- | --------------------------------------------- |
| Jeppe Ugilt Hansen         | Venstre - 8 mandater                          |
| Bente Søgaard              | Venstre - 8 mandater                          |
| Gert Fischer               | Venstre - 8 mandater                          |
| Anna Oosterhof             | Venstre - 8 mandater                          |
| Ole Frederiksen            | Venstre - 8 mandater                          |
| Peter Hjulmann             | Venstre - 8 mandater                          |
| Thomas Simoni Thomsen      | Venstre - 8 mandater                          |
| Jesper Greth               | Venstre - 8 mandater                          |
| Thøger E. Kristensen       | Socialdemokratiet - 5 mandater                |
| Peter Hansen               | Socialdemokratiet - 5 mandater                |
| Poul Erik Nørnberg         | Socialdemokratiet - 5 mandater                |
| Allan Jæger                | Socialdemokratiet - 5 mandater                |
| Morten Lem                 | Socialdemokratiet - 5 mandater                |
| Allan Busk                 | Den Sociale Fællesliste - Rebild - 4 mandater |
| Lars Hørsman               | Den Sociale Fællesliste - Rebild - 4 mandater |
| Maybritt Toft Pedersen     | Den Sociale Fællesliste - Rebild - 4 mandater |
| Rasmus Rask                | Den Sociale Fællesliste - Rebild - 4 mandater |
| Lene Aalestrup             | Konservative - 3 mandater                     |
| Jeanette Sagan             | Konservative - 3 mandater                     |
| Holger Pedersen            | Konservative - 3 mandater                     |
| Leon Sebbelin (Borgmester) | Radikale Venstre - 3 mandater                 |
| Per Vilsbøll               | Radikale Venstre - 3 mandater                 |
| Pia Britt Elberg           | Radikale Venstre - 3 mandater                 |
| Tommy Degn                 | Dansk Folkeparti - 2 mandater                 |
| Kim Edberg Andersen        | Dansk Folkeparti - 2 mandater                 |

| Navn                     | Skiftet fra                      | Skiftet til       | Dato             |
| ------------------------ | -------------------------------- | ----------------- | ---------------- |
| Allan Busk               | Den Sociale Fællesliste - Rebild | Løsgænger         | 24. februar 2020 |
| Maybritt Toft Pedersen   | Den Sociale Fællesliste - Rebild | Løsgænger         | 24. februar 2020 |
| Rasmus Rask              | Den Sociale Fællesliste - Rebild | Socialdemokratiet | 24. februar 2020 |
| Lars Hørsman             | Den Sociale Fællesliste - Rebild | SF                | 24. februar 2020 |
| Maybritt Toft Pedersen   | Løsgænger                        | Venstre           | 8. juni 2020     |
| Kim Edberg Andersen      | Dansk Folkeparti                 | Nye Borgerlige    | 12. januar 2021  |
| Gitte Bundgaard Andersen | Dansk Folkeparti                 | Nye Borgerlige    | 18. februar 2021 |

| Dato            | Udtrådt             | Indtrådt                 | Parti                             |
| --------------- | ------------------- | ------------------------ | --------------------------------- |
| 1. februar 2021 | Kim Edberg Andersen | Gitte Bundgaard Andersen | Nye Borgerlige / Dansk Folkeparti |

### Konstitueringen efter valget i november 2005
Efter kommunalvalget af de 25 medlemmer til Sammenlægningsudvalget blev Anny Winther (V) udpeget til borgmester efter en konstitueringsaftale mellem Venstre og Socialdemokraterne, som Dansk Folkeparti tilsluttede sig.
På sammenlægningsudvalgets første møde pegede Socialistisk Folkeparti, med tilslutning fra det øvrige mindretal, på socialdemokraternes borgmesterkandidat, Henrik Christensen, som borgmester. Men Socialdemokraterne vedstod den allerede indgåede konstitueringsaftale med Venstre.
Efter valget har der været et bredt politisk samarbejde mellem alle Byrådets 8 partier.

### Konstitueringen efter valget i november 2009
Efter en turbulent forhandlingsproces hvor borgmesterposten først gik til Socialdemokraterne, derefter til Oplandslisten endte det med, at den tidligere Venstre borgmester Anny Winther, fortsatte som borgmester . På det konstituerende møde blev Helle Astrup (A) valgt til 1. viceborgmester og Ole Frederiksen (V) blev valgt til 2. viceborgmester. Venstre fik 3 udvalgsformands-poster (Økonomiudvalget, Teknik- og Miljøudvalget og Børne- og Ungdomsudvalget), Socialdemokraterne 2 (Sundhedsudvalget og Arbejdsmarkedsudvalget), mens Konservative fik 1 (Kultur- og Fritidsudvalget) .

#### Ændringer i sammensætningen 2010-2013
Den 8. februar 2012 valgte byrådsmedlem for Dansk Folkeparti, Mogens Schou Andersen, at udmelde sig af partiet. Han forsatte i byrådet som løsgænger. Dansk Folkeparti er således herefter repræsenteret med 1 medlem i Rebild Byråd.
Den 26. februar 2013 valgte byrådsmedlem for Venstre, Morten V. Nielsen, at melde sig ud af Venstre og ind i Liberal Alliance. Herefter er Venstre repræsenteret med 8 medlemmer og LA 1 medlem i Rebild Byråd.
Den 5. april 2013 valgte Mogens Schou Andersen at repræsentere Venstre i Rebild byråd - og bringer dem op på 9 medlemmer i byrådet igen.

### Konstitueringen efter valget i november 2013[21]
På Valgnatten mellem den 19. og 20. november lavede A-B-C-F-Å en konstitueringsaftale, der gav rammerne for de videre konstitueringsforhandlinger. Ugen igennem fortsatte forhandlingerne, og lørdag den 23. november tilsluttede Jeppe Ugilt Hansen (nu udenfor parti) og siden Venstre sig konstitueringsaftalen. Søndag den 24. november var Dansk Folkeparti og Oplandslisten indbudt til møde og det sluttede med at begge partier også tilsluttede sig aftalen.
Det betyder, at samtlige 25 byrådsmedlemmer (fra partierne A-B-C-F-J-O-V-Ø-Å) nu er med i konstitueringsaftalen der altså ser således ud:
- Borgmester: Leon Sebbelin (B)
- 1. viceborgmester: Allan Busk (Å)
- 2. viceborgmester: Gert Fischer (V)
- Formand for Teknik- og Miljøudvalget: Morten Lem (A)
- Formand for Arbejdsmarkedsudvalget: Henrik Christensen (A)
- Formand for Kultur- og Fritidsudvalget: Lene Aalestrup (C)
- Formand for Social- og Sundhedsudvalget: Annette Søegaard (F)
- Formand for Børne- og Ungdomsudvalget: Anders Norup (V)

Den formelle og endelige konstituering blev foretaget på Byrådets konstituerende møde torsdag den 12. december 2013.

#### Ændringer i sammensætningen 2013-2017
Allerede 2 dage efter valget, den 21. november 2013, valgte Jeppe Ugilt Hansen at bryde med Oplandslisten. Han fortsatte i byrådet som løsgænger.
Den 25. maj 2014 blev medlem af byrådet for Dansk Folkeparti, Rikke Karlsson valgt til Europa-Parlamentet. På det følgende byrådsmøde den 26. juni, anmodede hun om udtrædelse af byrådet på denne baggrund. Denne blev imødekommet. 1. suppleant hos Dansk Folkeparti, Lise Bech, overtog 1. august 2014 Rikke Karlssons plads i byrådet.

### Konstitueringen efter Kommunalvalget i 2017
På valgnatten endte det, efter flere timers forhandlinger, med at partierne A-B-C-O med tilsammen 13 mandater i byrådet lavede en konstitueringsaftale der betød at Leon Sebbelin (B) kunne fortsætte som borgmester. Samtidig afskaffedes 2. viceborgmesterposten og Børne- og Ungdomsudvalget omdøbte til Børne- og Familieudvalget. 2 udvalgsformandsposter gik til mindretallet i L og V.
Den samlede konstituering ser efter byrådets konstituerende møde således ud:
- Borgmester: Leon Sebbelin (B)
- Viceborgmester: Morten Lem (A)
- Formand for Teknik- og Miljøudvalget: Kim Edberg Andersen (O)
- Formand for Arbejdsmarkedsudvalget: Allan Busk (L)
- Formand for Kultur- og Fritidsudvalget: Gert Fischer (V)
- Formand for Sundhedsudvalget: Lene Aalestrup (C)
- Formand for Børne- og Familieudvalget: Thøger E. Kristensen (A)